# 믹스테이프

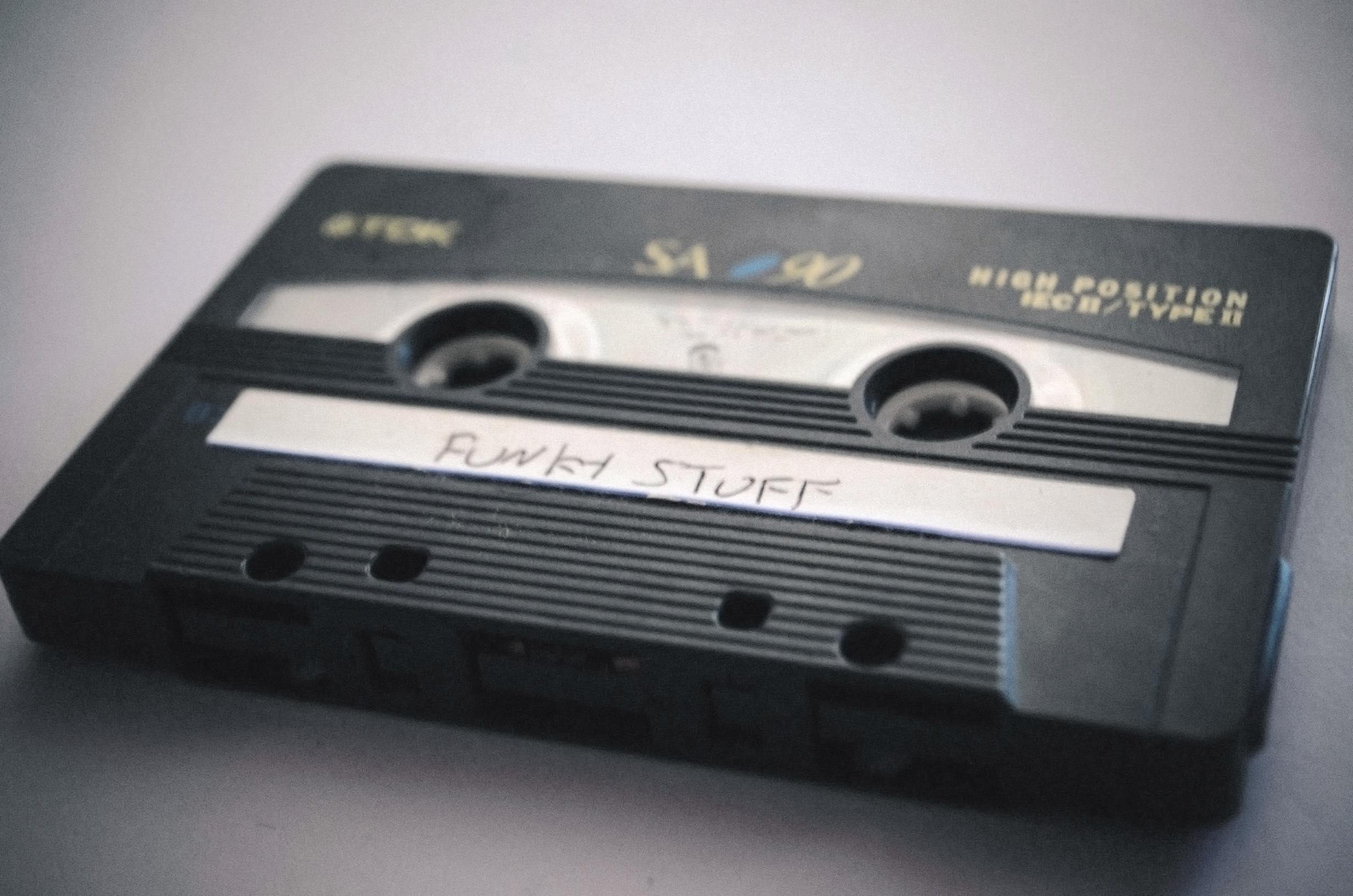
"Funky Stuff"(펑키 스터프)라는 문구의 수기로 쓴 레이블이 포함된 콤팩트 오디오 카세트 믹스테이프.

믹스테이프(mixtape)는 주로 미국에서 생산 · 판매되는 테이프 · CD 의 일종이다. 믹스 CD (Mix CD) 등으로도 불린다.
주로 힙합, 랩, R&B, 레게 등의 음악 장르에서 가수의 곡에 리믹스를 하여, 대부분은 제작자 등의 허락없이 길거리 등에서 발매하는 카세트 테이프이다. 일종의 힙합 문화의 하나라고도 하며, 가수와 레코드 회사는 자신의 노래가 홍보 되고 또한 DJ는 자신의 리믹스 기술을 홍보하기 때문에 본래 불법이지만 거의 묵인 상태에 있다. 믹스 CD는 믹스테이프와 달리, EU 지역에서의 발매가 많다. 테크노나 트랜스 세계에서는 힙합과 비교하면 일찍부터 CD에 담아 발매하는 것이 메이저에 행해지고 있었다. 라이브를 그대로 녹음해서 그대로 발매하는 아티스트도 있다.

## 같이 보기
- 컴필레이션 음반